# Calcio storico

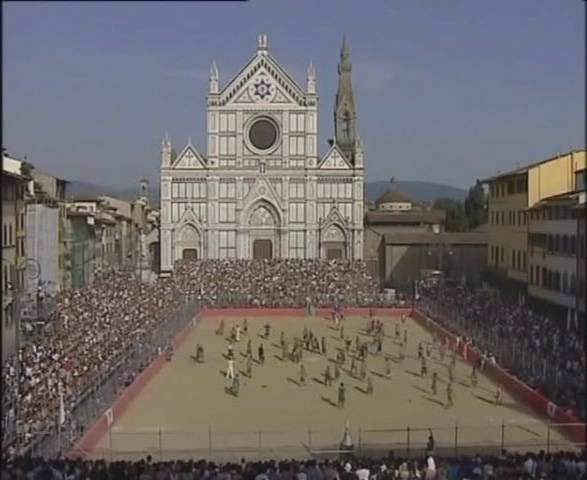
Das Spielfeld auf der Piazza Santa Croce

Calcio storico (italienisch für „historischer Fußball“), auch Calcio fiorentino („Florentiner Fußball“), Calcio in costume („Fußball in Verkleidung“) oder Calcio in livrea („Fußball in Livree“) genannt, ist ein traditionelles Spiel, das nur in Florenz gespielt wird und an eine Mischung aus Fußball, Kampfsport und Rugby erinnert.

## Geschichte
Die Ursprünge des Calcio storico liegen im 15. Jahrhundert. Das Finale findet jedes Jahr am Johannistag (24. Juni) statt, da Johannes der Täufer Schutzpatron der Stadt Florenz ist. Das Spiel findet auf der Piazza Santa Croce vor der Franziskanerkirche Basilica di Santa Croce im Zentrum von Florenz statt, dazu wird der Platz mit Sand bedeckt.
Das heutige Spiel unterscheidet sich deutlich von der historischen Vorlage. Zwar gibt es noch immer dieselbe Anzahl von Spielern und nach wie vor wird auch auf einem Sandbett als Spielfeld gespielt, jedoch ist die "Sportart" mittlerweile wesentlich brutaler geworden. In früheren Jahrhunderten wurde sonntags nach der Kirche in der feinsten Robe gespielt, deshalb wurde in den Regeln festgehalten, dass nicht die am schönsten gekleidete Mannschaft gewinnt, sondern dass Tore entscheiden. Auch gab es im Regelwerk bereits die Eigenwelt des Sports, da der Herr von seinem Pagen in der anderen Mannschaft nicht einfach den Ball fordern konnte, sondern auf dem Spielfeld eigene Regeln herrschten. Diese „Eigenwelt“ lässt heute auf dem Spielfeld ein Verhalten zu, das außerhalb des Spiels als Körperverletzung gelten würde.

### Heutige Regeln

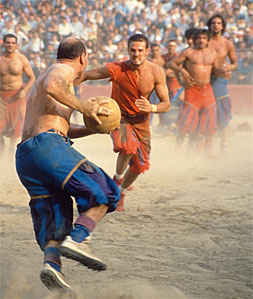
Spielszene

Ein Spiel dauert 50 Minuten. Es gibt keine Pausen, unterbrochen wird lediglich, wenn Sanitäter das Spielfeld betreten müssen. Jeweils 27 Männer spielen gegeneinander. Ziel des Spiels ist es, einen Ball in das Netz der gegnerischen Mannschaft zu befördern, wobei der Ball mit den Füßen oder Händen auf beliebige Art gespielt werden darf. Trifft der Ball in das Netz, erhält das betreffende Team einen Punkt. Fliegt er darüber, erhält die gegnerische Mannschaft einen halben Punkt.
Jeder Spieler darf jeden Gegner jederzeit körperlich angreifen. Dabei sind sowohl Schläge als auch Tritte und ringerische Techniken erlaubt. Es ist lediglich verboten, zum Kopf zu treten und den Gegner von hinten anzugreifen. Ferner darf immer nur ein Mann gegen einen anderen kämpfen. Diese Regeln machen das Spiel zu einer Mischung aus Ball- und Kampfsport, bei dem es unweigerlich zu vielen Verletzungen kommt. Mehrere Schiedsrichter überwachen die Einhaltung der Regeln.
Es gibt vier Mannschaften, die jeweils aus einem historischen Viertel der Stadt kommen:
- Santa Croce / Azzurri (die Blauen)
- Santa Maria Novella / Rossi (die Roten)
- Santo Spirito / Bianchi (die Weißen)
- San Giovanni / Verdi (die Grünen)

## Filmografie
- Calcio storico, Dokumentarfilm von Ernst-August Zurborn (1993)
- Florence Fight Club, Dokumentarfilm von Luigi Maria Perotti (2010)
- I Gladiatori del Calcio, Dokumentarfilm von Fabio Segatori (2012)
- I calcianti, Film von Stefano Lorenzi (2012)
- Episode Calcio Storico der Dokumentarserie Home Game von Austin Reza (2020)
- Calcio storico: Die brutale Mischung aus Kampfsport und Rugby, Kurzdokumentation der Sportschau (2022)